# República da Macedônia nos Jogos Olímpicos de Inverno de 1998
A República da Macedônia competiu nos Jogos Olímpicos de Inverno de 1998, realizados em Nagano, Japão.